# Басмачество
Басмачество е движение на въоръжена съпротива срещу болшевиките и съветската власт в Средна Азия - днешните Таджикистан, Узбекистан, Киргизия, Туркмения и Казахстан.
Започва да действа през 1918 г. и е в разцвета си в годините на Гражданската война и след нея.
По съветско време понятията басмач и басмачество се използват и като крайно осъждащо название.
По официални сведения басмачеството е ликвидирано на територията на Средна Азия в периода 1931 - 1932 г., но отделни бойни действия и операции продължават до 1938 г.